# Kívülállók (Ismert Űr)
A Kívülállók egy kitalált idegen faj Larry Niven Ismert Űr regénysorozatából. Ez egy soklábú életforma, melyet gyakran egy vastag nyelű, sokágú korbácshoz hasonlítanak. Testük rendkívül hideg, szuperfolyékony héliumból áll.
A Kívülállók sokak szerint a legfejlettebb faj az Ismert Űrben, talán az egész Galaxisban, bár a tényleges fejlettségi szintjük ismeretlen. Bár ismerik a fénynél gyorsabb meghajtást, csak ritkán használják, inkább a „lassú” utazást kedvelik, alig valamivel a fénysebesség alatt. Birtokolják a visszahatás-mentes meghajtás technológiáját, amivel ezt a sebességet szinte azonnal elérhetik. A Gyűrűvilág gyermekei c. regényben Louis Wu állítja, hogy a Kívülállóknak a hiperhajtóműnél valami „sokkal jobbjuk” van, de ezt nem fejti ki.
Idejüket csillagmagok követésével és szerte a Galaxisban űrutas értelmes fajokkal folytatott információ-kereskedéssel töltik. Áraik igen magasak is lehetnek, kialakításukkor figyelembe veszik, hogy az mekkora befolyással bír az ügyfél faj civilizációjára. Legfőbb árucikkeik a különböző hiperhajtóművek. A Kívülállók mindenfajta ismeretet kizárólag üzleti alapon terjesztenek, így titkaikat csak cserével lehet megszerezni. Nem alkusznak, bármilyen kérdésre válaszolnak, még a magukra vonatkozóakra is, ha valaki hajlandó megfizetni az árát. A Kívülállókkal kapcsolatos kérdésekre olyan magas árat szabtak, amelyet egyetlen személy vagy kormány sem lenne képes megfizetni.
A Kívülállók feltehetően egy, a Neptunusz Nereida nevű holdjára hasonlító, atmoszféra nélküli hideg világon fejlődtek ki. A termoelektromosság a táplálékuk, ezt fejükkel napfényben, testük többi részével árnyékban fekvéssel termelik, a hőmérséklet-különbség fejleszti az áramot. Az Egy sötétebb geometria c. regényből kiderül, hogy a Kívülállókat egy dimenzión kívüli faj teremtette, akik saját univerzumuk hőhalálától próbáltak meg megmenekülni. Larry Niven saját írásai nem erősítik meg és nem is cáfolják ezt az információt.